# MBD3L1
MBD3L1 (англ. Methyl-CpG binding domain protein 3 like 1) – білок, який кодується однойменним геном, розташованим у людей на короткому плечі 19-ї хромосоми. Довжина поліпептидного ланцюга білка становить 194 амінокислот, а молекулярна маса — 21 616.
| 10         |  | 20         |  | 30         |  | 40         |  | 50         |
| ---------- |  | ---------- |  | ---------- |  | ---------- |  | ---------- |
| MAKSSQRKQR |  | DCVNQCKSKP |  | GLSTSIPLRM |  | SSYTFKRPVT |  | RITPHPGNEV |
| RYHQWEESLE |  | KPQQVCWQRR |  | LQGLQAYSSA |  | GELSSTLDLA |  | NTLQKLVPSY |
| TGGSLLEDLA |  | SGLEHSCPMP |  | HLACSSDAVE |  | IIPAEGVGIS |  | QLLCKQFLVT |
| EEDIRKQEGK |  | VKTVRERLAI |  | ALIADGLANE |  | AEKVRDQEGR |  | PEKR       |

A: Аланін

C: Цистеїн

D: Аспарагінова кислота

E: Глутамінова кислота

F: Фенілаланін

G: Гліцин

H: Гістидин

I: Ізолейцин

K: Лізин

L: Лейцин

M: Метіонін

N: Аспарагін

P: Пролін

Q: Глутамін

R: Аргінін

S: Серин

T: Треонін

V: Валін

W: Триптофан

Кодований геном білок за функцією належить до репресорів. 
Задіяний у таких біологічних процесах, як транскрипція, регуляція транскрипції. 
Локалізований у ядрі.